# Sibylla Deen
Sibylla Deen (* 12. November 1982 in Sydney, New South Wales) ist eine australische Schauspielerin. 

## Karriere
Ihre Schauspielkarriere begann Sibylla Deen mit zwölf Jahren und spielte seitdem in diversen Rollen in den USA, der VR China und Neuseeland. Ihre bisher bekannteste Rolle ist die der Anchesenamun in der kanadisch-US-amerikanischen Miniserie Tut – Der größte Pharao aller Zeiten.

## Filmografie (Auswahl)
- 2003: Comedy Inc. (Fernsehserie, eine Folge)
- 2003: Home and Away (Fernsehserie, 25 Folgen)
- 2011: Royal Pains (Fernsehserie, eine Folge)
- 2014: Jinn
- 2014: Taxi Brooklyn (Fernsehserie, eine Folge)
- 2015: Tut – Der größte Pharao aller Zeiten (Tut, TV-Miniserie)
- 2014–2016: Tyrant (Fernsehserie, 20 Folgen)
- 2017: The Last Ship (Fernsehserie, 8 Folgen)
- 2017: Lies We Tell: Gefährliche Wahrheit (Lies We Tell)
- 2019: The I-Land (Fernsehserie, eine Folge)
- 2021: Legacies (Fernsehserie, eine Folge)